# Idioma huno
El huno es el idioma extinto que hablaban los hunos. Los registros de esta lengua son escasos.

## Clasificación
El huno ha sido considerado como una lengua relacionada con la lengua turca hablada por los antiguos búlgaros y con el chuvasio moderno. Hoy en día, todas estas lenguas son clasificadas, junto con el jázaro y el turco-ávaro, como integrantes de la rama ogúrica de las lenguas túrquicas.
La teoría de que el huno pertenece a la rama ogúrica proviene de la identificación de algunos de los nombres hunos como turcos, algunos registrados en la escasa literatura que aún subsiste y otros procedentes de los artefactos recuperados por los arqueólogos.
Otros nombres fueron clasificados como germánica e iranios. Las palabras medos, kamos, strava y, posiblemente, cucurun no parecen ser túrquicas. Se han estudiado estos registros durante más de un siglo y medio, y ningún intento de conectar con el resto de los nombres de cualquier idioma conocido grupo ha logrado un consenso académico. La inscripción en la placa de Khan Diggiz ha sido interpretada como una forma turca del nombre Dengizik, conocido como rey huno, hijo de Atila.
Así, esta conclusión se fundamenta en el razonamiento de que el vocabulario conocido de lengua huna muestra que ésta pertenece al tipo r- y l- de lenguas túrquicas y que la migración huna fue responsable de la aparición de esta lengua en el occidente.
El caso de idiomas de tipo r- y l- ("lir" túrquico) actualmente solo es observado en el chuvasio, el único miembro de la rama turca ogúrica que no ha desaparecido. Los demás idiomas túrquicos ("túrquico común" o "shaz"-túrquico) son de tipo z- y š-.

## Lenguas yeniseicas
Algunos académicos, sobre todo Lajos Ligeti (1950/51) y Edwin G. Pulleyblank (1962), han afirmado que las lenguas de Siberia, especialmente el Ket, un miembro de las lenguas yeniseicas, pueden haber sido una fuente importante (o tal vez incluso el núcleo lingüístico) de las lenguas Xiongnu y Hunas.
Vajda (et al. 2013) propuso que la élite gobernante de los hunos hablaba un idioma yeniseiano e influía en otros idiomas de la región.